# Pine Bluff
Pine Bluff je město v okrese Jefferson County ve státě Arkansas ve Spojených státech amerických.
K roku 2010 zde žilo 49 083 obyvatel. S celkovou rozlohou 121,3 km² byla hustota zalidnění 404,6 obyvatel na km².

## Osobnosti města
- Broncho Billy (1880 – 1971), filmový herec, režisér, scenárista a producent
- Big Bill Broonzy (1898 – 1958), bluesový zpěvák, kytarista a hudební skladatel.
- Bill Carr (1909 – 1966), atlet, sprinter
- Don Hutson (1913 – 1976), hráč amerického fotbalu
- Clark Terry (1920 – 2015), swingový a jazzový-bebopový trumpetista a hráč na křídlovku
- CeDell Davis (1926 – 2017), bluesový zpěvák a kytarista
- Junior Collins (1927 – 1976), jazzový hornista
- Les Spann (1932 – 1989), jazzový kytarista a flétnista
- Joseph Jarman (1937 – 2019), jazzový hudebník a kněz
- Dallas Long (* 1940), atlet, koulař
- Camille Keaton (* 1947), herečka
- Larry D. Alexander (1953 – 2021), výtvarník a katecheta
- Mike Huckabee (* 1955), politik
- Tommy Lister (1958 – 2020), herec a wrestler